# Copper Mines at Bingham, Utah
Copper Mines at Bingham, Utah è un cortometraggio muto del 1912 diretto da J. Searle Dawley.

## Produzione
Il film - girato nelle Miniera di Bingham Canyon - fu prodotto dalla Edison Manufacturing Company.

## Distribuzione
Distribuito dalla General Film Company, il film - un cortometraggio di 120 metri - uscì nelle sale cinematografiche degli Stati Uniti il 30 ottobre 1912. Nelle proiezioni, veniva programmato con il sistema dello split reel, accorpato in un'unica bobina con un altro cortometraggio prodotto dalla Edison, la commedia A Suffragette in Spite of Himself.